# Popis hrvatskih veslačkih klubova
| klub       | mjesto  | osnovan | veslo |
| ---------- | ------- | ------- | ----- |
| VK Dunav   | Vukovar | /       | /     |
| VK Ugrinić | Ugrinić | 2000    | /     |
| VK Vrlika  | Vrlika  | /       | /     |

| klub                 | mjesto            | osnovan | mrežne stranice                                                                                       | boja vesla            |
| -------------------- | ----------------- | ------- | --- | --------------------- |
| VK Arupinum          | Rovinj            | 1953.   | http://www.arupinum.hr/                                                                               |                       |
| VK Biokovo           | Makarska          | 1921.   | |                       |
| VK Croatia           | Zagreb            | 1934.   | http://www.vk-croatia.hr/                                                                             |                       |
| VK Dupin             | Tisno             | 1995.   | |                       |
| VK Glagoljaš         | Omišalj           | 2003.   | |                       |
| HVK Gusar - Split    | Split             | 1914.   | http://www.hvk-gusar.hr/ Arhivirana inačica izvorne stranice od 4. rujna 2011. (Wayback Machine)      |                       |
| VK Iktus             | Osijek            | 1972.   | http://www.vk-iktus.hr/                                                                               |                       |
| VK Istra             | Pula              | 1886.   | http://www.vk-istra.hr/                                                                               | [neaktivna poveznica] |
| VK Jadran - Rijeka   | Rijeka            | 1922.   | http://www.vkjadran.hr/ Arhivirana inačica izvorne stranice od 20. rujna 2011. (Wayback Machine)      |                       |
| VK Jadran - Zadar    | Zadar             | 1908.   | http://www.vk-jadran.hr/                                                                              |                       |
| VK Jarun             | Zagreb            | 1990.   | http://www.vk-jarun.hr/                                                                               |                       |
| VK Jelsa             | Jelsa             | 1978.   | |                       |
| VK Korana            | Karlovac          | 1935.   | http://vk-korana.hr/                                                                                  |                       |
| VK Krka              | Šibenik           | 1923.   | http://www.vkkrka.hr/                                                                                 |                       |
| HVK Marina Kaštela   | Kaštel Kambelovac | 1997.   | HVK Marina Kaštela Arhivirana inačica izvorne stranice od 12. svibnja 2011. (Wayback Machine)         |                       |
| VK Medulin           | Medulin           | 1998.   | http://www.vk-medulin.hr/ Arhivirana inačica izvorne stranice od 29. kolovoza 2011. (Wayback Machine) |                       |
| HAVK Mladost         | Zagreb            | 1946.   | http://www.mladost.hr/                                                                                |                       |
| HVK Mornar           | Split             | 1949.   | http://www.hvk-mornar.hr/                                                                             |                       |
| VK Neptun            | Dubrovnik         | 1923.   | |                       |
| VK Neretvanski gusar | Metković          | 1968.   | http://www.vk-ngusar.hr/                                                                              |                       |
| VK Nova              | Zagreb            | 2003.   | |                       |
| VK Omiš              | Omiš              | 2002.   | |                       |
| VK Ošjak             | Vela Luka         | 1948.   | |                       |
| VK Paško             | Zagreb            |         | |                       |
| VK Sabljaci          | Ogulin            | 1996.   | VK Sabljaci Arhivirana inačica izvorne stranice od 13. srpnja 2013. (Wayback Machine)                 |                       |
| VK Sava              | Zagreb            | 2002.   | |                       |
| VK Sveti Krševan     | Zadar             |         | |                       |
| VK Torpedo           | Bilje             | 2003.   | |                       |
| VK Trešnjevka        | Zagreb            | 1923.   | http://www.vkt.hr                                                                                     |                       |
| HVK Vukovar          | Vukovar           | 1922.   | http://www.hvkv.hr                                                                                    |                       |
| VK Zagreb            | Zagreb            | 1930.   | http://www.vkzagreb.hr/                                                                               |                       |